# Kabinett Nakasone II (2. Umbildung)
| Amt                                                                                      | Name                | Partei               | Faktion    |
| ---------------------------------------------------------------------------------------- | ------------------- | -------------------- | ---------- |
| Premierminister                                                                          | Nakasone Yasuhiro   | LDP                  | (Nakasone) |
| Justizminister                                                                           | Suzuki Seigo        | LDP                  | Fukuda     |
| Außenminister                                                                            | Abe Shintarō        | LDP                  | Fukuda     |
| Finanzminister                                                                           | Takeshita Noboru    | LDP                  | Tanaka     |
| Bildungsminister                                                                         | Kaifu Toshiki       | LDP                  | Kōmoto     |
| Gesundheits- und Sozialminister                                                          | Imai Isamu          | LDP                  | Suzuki     |
| Minister für Landwirtschaft, Forsten und Fischerei                                       | Hata Tsutomu        | LDP                  | Tanaka     |
| Minister für Internationalen Handel und Industrie                                        | Watanabe Michio     | LDP                  | Nakasone   |
| Verkehrsminister                                                                         | Mitsuzuka Hiroshi   | LDP                  | Fukuda     |
| Postminister                                                                             | Satō Bunsei         | LDP                  | Nakasone   |
| Arbeitsminister                                                                          | Hayashi Yū          | LDP                  | Suzuki     |
| Bauminister                                                                              | Etō Takami          | LDP                  | Nakasone   |
| Innenminister Vorsitzender der Nationalen Kommission für Öffentliche Sicherheit          | Ozawa Ichirō        | LDP                  | Tanaka     |
| Chefkabinettssekretär                                                                    | Gotōda Masaharu     | LDP                  | Tanaka     |
| Leiter der Behörde für Management und Koordination                                       | Esaki Masumi        | LDP                  | Tanaka     |
| Leiter der Behörde zur Entwicklung Okinawas Leiter der Behörde zur Entwicklung Hokkaidōs | Koga Raishirō       | LDP                  | Tanaka     |
| Leiter der Verteidigungsbehörde                                                          | Katō Kōichi         | LDP                  | Suzuki     |
| Leiter des Wirtschaftsplanungsamts                                                       | Hiraizumi Wataru    | LDP                  | Suzuki     |
| Leiter der Behörde für Wissenschaft und Technologie                                      | Kōno Yōhei          | Neuer Liberaler Klub | —          |
| Leiter der Umweltbehörde                                                                 | Mori Yoshihide      | LDP                  | Kōmoto     |
| Leiter der Behörde für Staatsland                                                        | Yamazaki Heihachirō | LDP                  | Fukuda     |

Anmerkung: Der Parteivorsitzende und Premierminister gehört während seiner Amtszeit offiziell keiner Faktion an.